# Moenkopi, Arizona
Moenkopi, Arizona (енгл. Moenkopi) насељено је место без административног статуса у америчкој савезној држави Аризона.

## Демографија
По попису из 2010. године број становника је 964, што је 63 (7,0%) становника више него 2000. године.
| Група             | 2000.     | 2010.     |
| Белци             | 13 (1,4%) | 8 (0,8%)  |
| Афроамериканци    | 0 (0,0%)  | 0 (0,0%)  |
| Азијати           | 0 (0,0%)  | 0 (0,0%)  |
| Хиспаноамериканци | 7 (0,8%)  | 13 (1,3%) |
| Укупно            | 901       | 964       |